# Safia surrecta
Safia surrecta là một loài bướm đêm trong họ Noctuidae.